# Krasni Borets
Krasni Borets (del ruso: Красный Борец) es un jútor del raión de Tijoretsk del krai de Krasnodar, en Rusia. Está situado en la cabecera del río Sujonkaya, afluente del Tijonkaya, tributario del río Chelbas, 14 km al noroeste de Tijoretsk y 136 km al nordeste de Krasnodar, la capital del krai. Tenía 57 habitantes en 2010
Pertenece al municipio Brátskoye.